# Danny Wilson (voetballer, 1960)
Daniel ("Danny") Joseph Wilson (Wigan, 1 januari 1960) is een voormalig profvoetballer uit Noord-Ierland die als middenvelder bij diverse Engelse clubs speelde. Hij beëindigde zijn actieve loopbaan in 1995 bij Barnsley en stapte nadien het trainersvak in.

## Interlandcarrière
Wilson kwam in totaal 24 keer (één doelpunt) uit voor de nationale ploeg van Noord-Ierland in de periode 1986–1992. Onder leiding van bondscoach Billy Bingham maakte hij zijn debuut op 12 november 1986 in het EK-kwalificatieduel tegen Turkije (0-0) in Izmir, net als Lawrie Sanchez (Wimbledon FC).

## Trainerscarrière
Wilson werd op 12 februari 2015 ontslagen door Barnsley FC na een serie teleurstellende resultaten. Hij werd opgevolgd door Lee Johnson.